# سام جاي إيرفن الرابع
سام جاي إيرفن الرابع (بالإنجليزية: Sam J. Ervin IV)‏ هو قاضي ومحامي أمريكي، ولد في 18 نوفمبر 1955 في مورغانتون في الولايات المتحدة.